# Protocètids
Els protocètids (Protocetidae) són un grup divers i heterogeni de cetacis prehistòrics coneguts d'Àsia, Europa, Àfrica i Nord-amèrica. N'hi havia molts gèneres, alguns dels quals estan molt ben coneguts (ex. Rodhocetus). Els protocètids coneguts tenien potes anteriors i posteriors grans que eren capaces de suportar el cos a terra ferma i és probable que tinguessin un estil de vida amfibi. De moment no és clar si els protocètids tenien aleta caudal. Tanmateix, és evident que s'havien adaptat a un estil de vida aquàtic. En Rodhocetus, per exemple, el sacre (un os que en els mamífers terrestes és una fusió de cinc vèrtebres que connecta la pelvis amb la resta de la columna vertebral) estava dividit en vèrtebres soltes. Tanmateix, la pelvis romania connectada a una de les vèrtebres sacres. A més, les obertures nasals es trobaven al mig del musell, un primer pas cap a la configuració telescòpica que tenen els cetacis moderns. La seva presumpta naturalesa amfíbia és recolzada pel descobriment d'una Maiacetus embarassada en què el fetus fossilitzat estava posicionat per treure el cap en primer lloc per néixer, suggerint que Maiacetus donava a llum a terra. L'ascendència ungulada d'aquests cetacis primitius encara es veu en caràcters com la presència de peülles als dits de Rodhocetus.